# Onna-bugeisha
Un'onna-bugeisha (女武芸者? lett. "Artista marziale femminile") era un tipo di donna guerriera appartenente alla nobiltà giapponese. Molte di queste donne potevano partecipare alle battaglie, comunemente accanto agli uomini samurai. Erano membri della classe dei bushi nel Giappone feudale e venivano addestrate all'uso delle armi per proteggere la loro casa, la famiglia e l'onore in tempo di guerra. Icone significative come Hangaku Gozen, Tomoe Gozen, Tsuruhime, Nakano Takeko e Hōjō Masako sono alcuni degli esempi famosi di onna-bugeisha.

## Storia

### Storia antica
Molto prima dell'emergere della classe dei samurai e della loro fama, i combattenti giapponesi erano altamente addestrati a maneggiare spade e lance. Le donne impararono presto ad usare la naginata, il kaiken e l'arte della tantōjutsu in battaglia.
Una tale formazione assicurava la protezione per quelle comunità a cui mancavano combattenti maschili.
Una di queste donne, più tardi conosciuta come Jingū (III secolo) utilizzò le proprie abilità per ispirare il cambiamento economico e sociale: secondo la ricostruzione leggendaria ella è conosciuta come l'onna-bugeisha che guidò l'invasione della Corea nel 200 dopo che il marito Chūai, quattordicesimo imperatore del Giappone, fu ucciso in battaglia.
Sempre secondo la leggenda ella portò miracolosamente alla conquista giapponese della Corea senza dover versare una sola goccia di sangue. Nonostante le polemiche che circondano la sua esistenza e le sue realizzazioni, è stata un esempio di onna-bugeisha nella sua interezza. Anni dopo la sua morte l'esempio portato da Jingū è stato in grado di trascendere le strutture socio-economiche che erano state instillate in Giappone. Nel 1881 è diventata la prima donna ad essere presente su una banconota giapponese; progettata per impedirne la contraffazione, la sua immagine è stata stampata su carta oblunga.
Durante il periodo Heian (794-1185) ed il seguente periodo Kamakura (1185-1333) le donne che si trovavano in primo piano sul campo di battaglia furono l'eccezione piuttosto che la regola. Gli ideali giapponesi della femminilità predisponevano la maggior parte delle donne all'inazione e all'impotenza, in aperto conflitto con un ruolo da guerriera.

### Periodo Kamakura
La guerra Genpei (1180-85) segnò lo scoppio delle ostilità tra il clan Taira e il clan Minamoto; due gruppi giapponesi assai importanti e potenti del tardo periodo Heian. Durante questo lasso di tempo è stata scritta l'epopea intitolata Heike monogatari la quale racconta storie di samurai coraggiosi e devoti; tra questi vi era anche Tomoe Gozen, servitrice di Minamoto no Yoshinaka del clan Minamoto.
Tomoe assistette Yoshinaka e lo aiutò a difendersi contro le truppe del cugino Minamoto no Yoritomo. Durante la battaglia di Awazu, svoltasi il 21 febbraio 1184, ella guidò le truppe tra le file nemiche, gettandosi sul loro guerriero più forte, disarcionandolo e decapitandolo.
Nel racconto di Heike è stata descritta come "particolarmente bella, con la pelle bianca e i capelli lunghi, ed altre caratteristiche affascinanti. Era anche un arciere notevolmente forte, mentre come spadaccina era un guerriero che valeva più di mille, pronta a confrontarsi con un demone o un dio, montando a cavallo nel corso di marce ininterrotte con superba abilità. Ogni volta che una battaglia era imminente Yoshinaka la inviava al fronte come suo primo capitano, indossando una resistente armatura, una spada di grandi dimensioni ed un potente arco. Si esibì in atti di valore più di tutti gli altri suoi guerrieri".
Anche se non si è riusciti a dimostrare con certezza che sia stata una figura storica, Tomoe Gozen ha avuto un alto impatto sulla classe guerriera, tra cui molte delle scuole tradizionali di naginata. Le sue azioni in battaglia hanno anche ricevuto molta attenzione nelle opere artistiche quali il Tomoe no Monogatari ed in vari dipinti di genere ukiyo-e. Con il trascorrere del tempo l'influenza della Onna-bugeisha si è trasferita dalla pittura persino alla politica.
Dopo le vicende di Heike monogatari, dove le mire degli avversari Taira vennero sventate e i nemici ricacciati verso le province occidentali, fu presto istituito lo shogunato Kamakura sotto il dominio di Minamoto no Yoritomo. In seguito la moglie Hōjō Masako si trovò ad agire durante i primi anni della reggenza del clan Hōjō, diventando in tal modo la prima Onna-bugeisha a salire in primo piano nella vita politica. Masako diventò una monaca (Bhikkhuni) buddhista, un destino tradizionale per le vedove dei samurai. Finì col sostenere la classe samurai nella figura del figlio Minamoto no Yoriie come primo capo del governo (shikken appartenente al clan Hōjō di Kamakura.
Grazie agli sforzi collettivi di Masako e dei suoi burattini politici ottenne che le leggi che governavano la corte dello shōgun (nei primi anni del XIII secolo) permettessero alle donne pari diritti ereditari con i parenti maschi. Anche se il ruolo primario delle donne nel Giappone antico continuò ad essere il sostegno dato alle loro famiglie e ai loro mariti, esse acquisirono uno status più elevato all'interno dell'ambiente domestico. Queste nuove leggi permisero anche, alle donne giapponesi, di controllare le proprie finanze, lasciare in eredità beni, mantenere le loro case, gestire la servitù e crescere i propri figli con una corretta e leale educazione da samurai. Le donne giapponesi erano inoltre tenute a difendere le loro case in tempo di guerra.

### Periodo Edo e oltre
A causa dell'influenza della filosofia neo-confuciana le regole matrimoniali si consolidarono sempre più durante il periodo Edo (1600-1868) e lo status dell'onna-bugeisha diminuì in maniera significativa; la funzione delle donne guerriere cambiarono in funzione dei loro mariti. I samurai non erano oramai più interessati a battaglie e guerre e si trasformarono un poco alla volta in semplici burocrati.
Le donne, in particolare le figlie della maggior parte delle famiglie di classe superiore, furono presto impegnate in sogni di successo e potere; i forti ideali della dedizione intemerata e dell'altruismo vennero gradualmente sostituiti dalla tranquilla e passiva obbedienza civile.
Viaggiare durante il periodo Edo era un impegno esigente e assai difficoltoso per molte donne samurai, a causa delle pesanti restrizioni che dovevano subire. Dovevano sempre essere accompagnate da un uomo, dal momento che non erano autorizzate a viaggiare da sole. Dovevano inoltre possedere dei permessi speciali i quali stabilivano i loro averi e le motivazioni per lo spostamento. Le donne cominciavano a ricevere anche svariate molestie da parte dei funzionari che presiedevano i punti di controllo e d'ispezione.
L'inizio del XVII secolo segnò una significativa trasformazione nell'accettazione sociale delle donne in Giappone. Molte samurai venivano viste puramente come donne che facevano la scorta ai bambini; il concetto di donna come compagno adatto al combattimento non era più concepibile. Il rapporto tra marito e moglie poteva ora essere correlato a quello intercorrente tra signore e vassallo: "mariti e mogli non dormivano nemmeno più abitualmente insieme. Il marito si poteva recare in visita alla moglie... per poi ritirarsi nelle proprie stanze".
Nel 1868, durante la battaglia di Aizu (parte della guerra Boshin), Nakano Takeko in qualità di membro del clan Aizu venne reclutata per diventare capo di un corpo femminile che si trovò a combattere contro l'armata imperiale composta da 20.000 uomini appartenenti al dominio Ogaki. Altamente qualificata nel maneggiare la naginata, Takeko e il suo gruppo unito ad altri 3.000 samurai, s'impegnò nello scontro. Il tempio Hōkai-ji ad Aizubange nella prefettura di Fukushima contiene un monumento eretto in suo onore.